# Улица Ежи Гедройца
Улица Ежи Гедройца  (укр. Вулиця Єжи Ґедройця) — улица в Голосеевском и Печерском районах Киева, микрорайон Новая Застройка. Проходит от улиц Василия Тютюнника и Иоанна Павла II к улице Казимира Малевича.
Примыкают улицы Предславинская, Большая Васильковская и Антоновича.

## История
Улица возникла в 1-й трети XIX века, называлась Зверинецкая; поскольку направлялась в сторону пригорода Зверинец . Название Тверская получила в 1901 году. 29 ноября 2018 года Киевский городской совет переименовал улицу в честь Ежи Гедройца, польского публициста, идеолога польско-украинского сотрудничества . Решение вступит в силу после официального опубликования в газете «Крещатик».
Отрезок улицы между улицами Антоновича и Казимира Малевича — пешеходный (с 80-х годов XX века).

## Памятники истории и архитектуры
Памятником архитектуры является дом № 7 — бывшая больница И. О. и В. В. Бабушкиных. Здание в эклектичном стиле построено в 1911 — 1912 годах архитектором М. Клугом по заказу киевского сахаровара и филантропа, купца 1-й гильдии И. Бабушкина. Сначала в доме располагалась хирургическая больница с поликлиническим отделением, в советское время здесь содержались различные медицинские учреждения, затем — роддом больницы Юго-Западной железной дороги. Сейчас это главная админздание ПАО «Укрзализныця».

## Памятники и мемориальные доски
- Дом № 5 — мемориальная доска в честь Георгия Кирпы, министра транспорта и связи Украины, работал в этом доме в 2001 — 2004 годах. Открыта 25 декабря 2009 года.

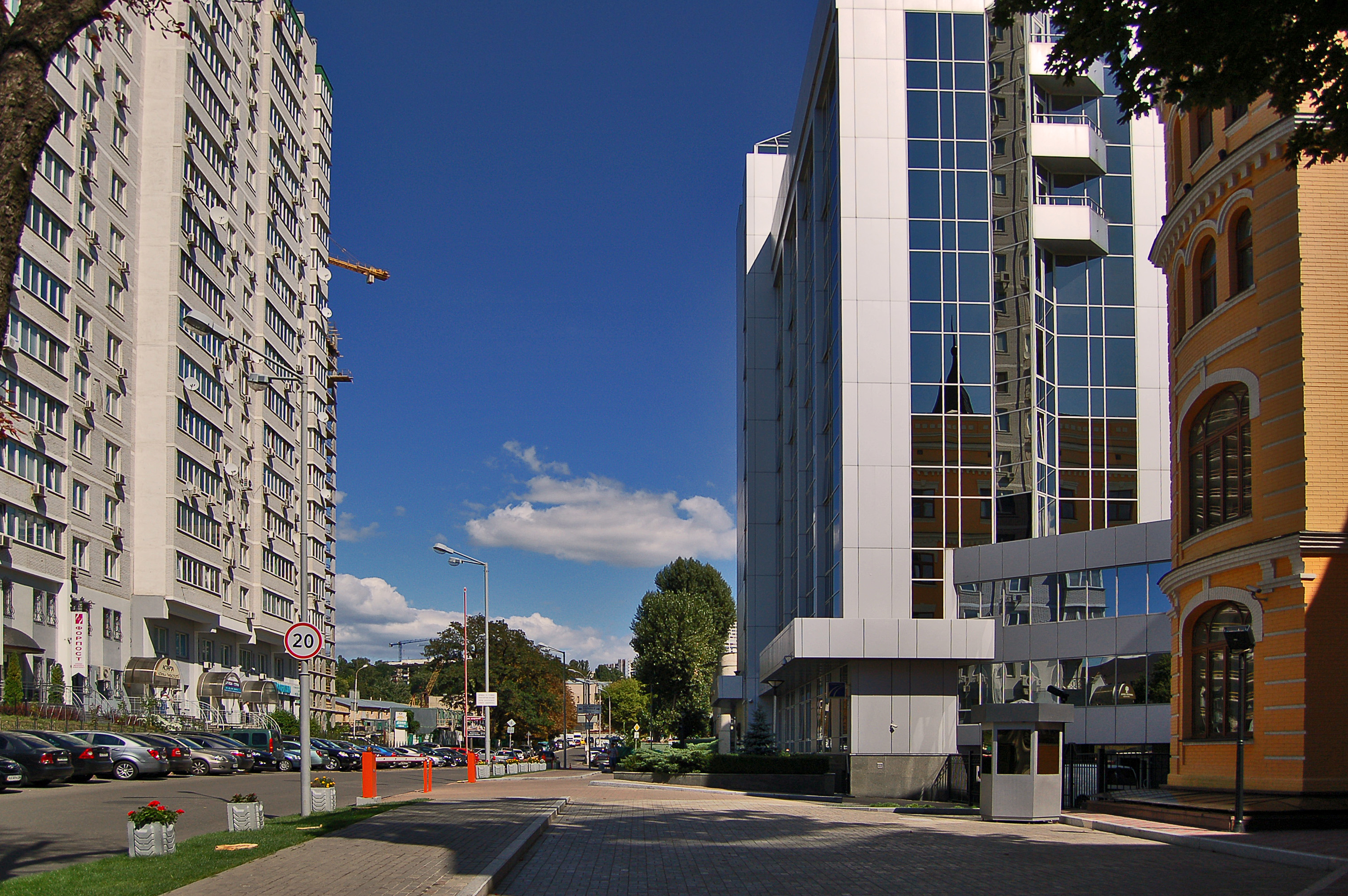
Вид в сторону улицы Иоанна Павла II
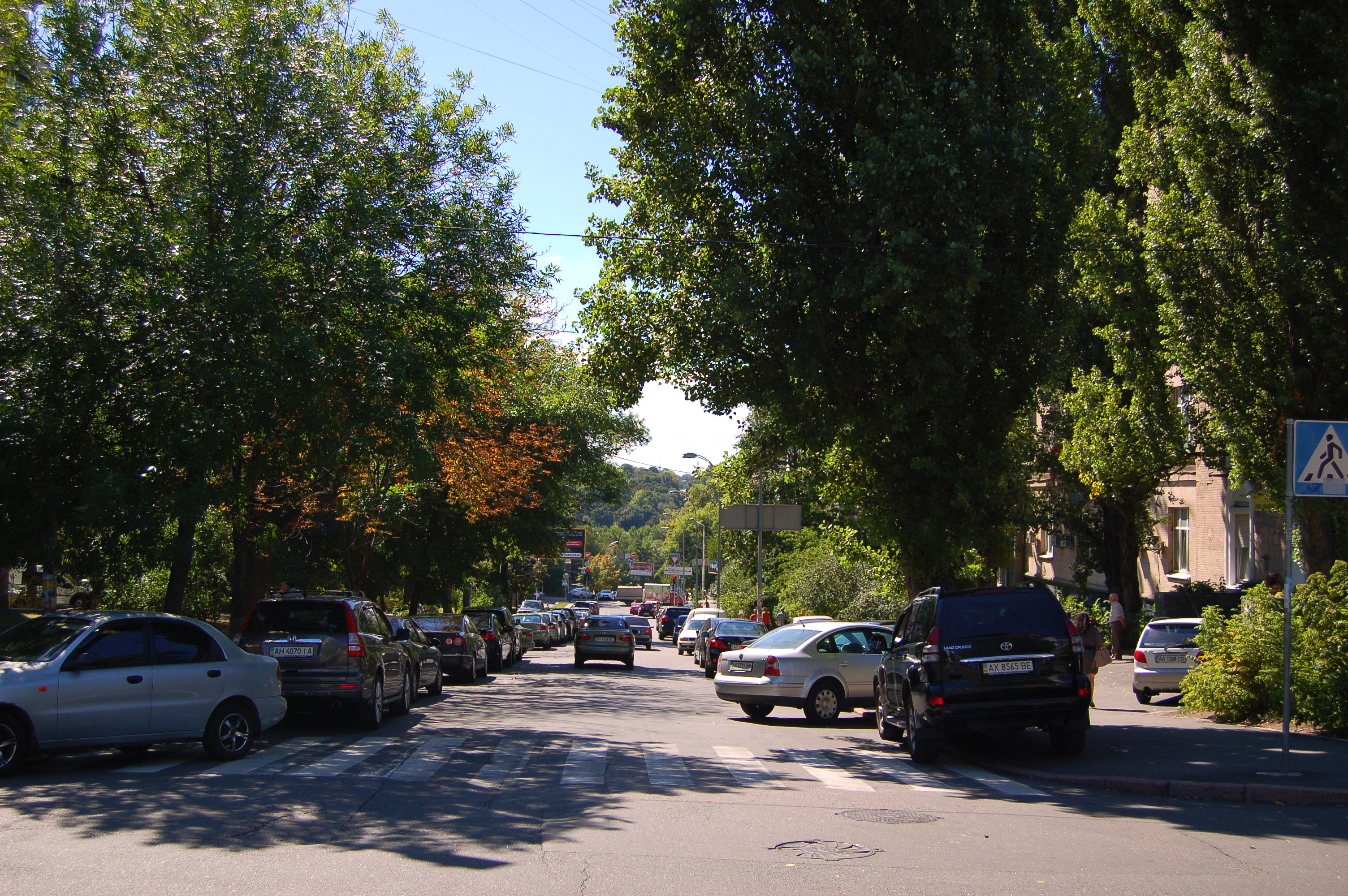
Вид в сторону Большой Васильковской улицы.